# Procambridgea hunti
Procambridgea hunti är en spindelart som beskrevs av Davies 200. Procambridgea hunti ingår i släktet Procambridgea och familjen Stiphidiidae.
Artens utbredningsområde är New South Wales. Inga underarter finns listade i Catalogue of Life.